# Anarta suffusa
Anarta suffusa är en fjärilsart som beskrevs av Tutt 1892. Anarta suffusa ingår i släktet Anarta och familjen nattflyn. Inga underarter finns listade i Catalogue of Life.

## Bildgalleri

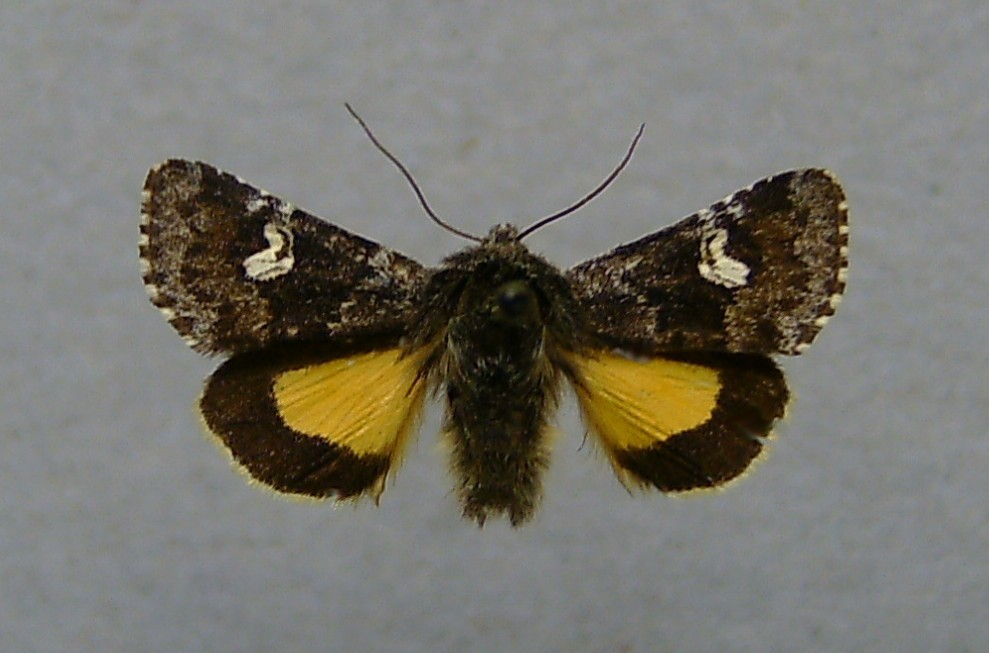
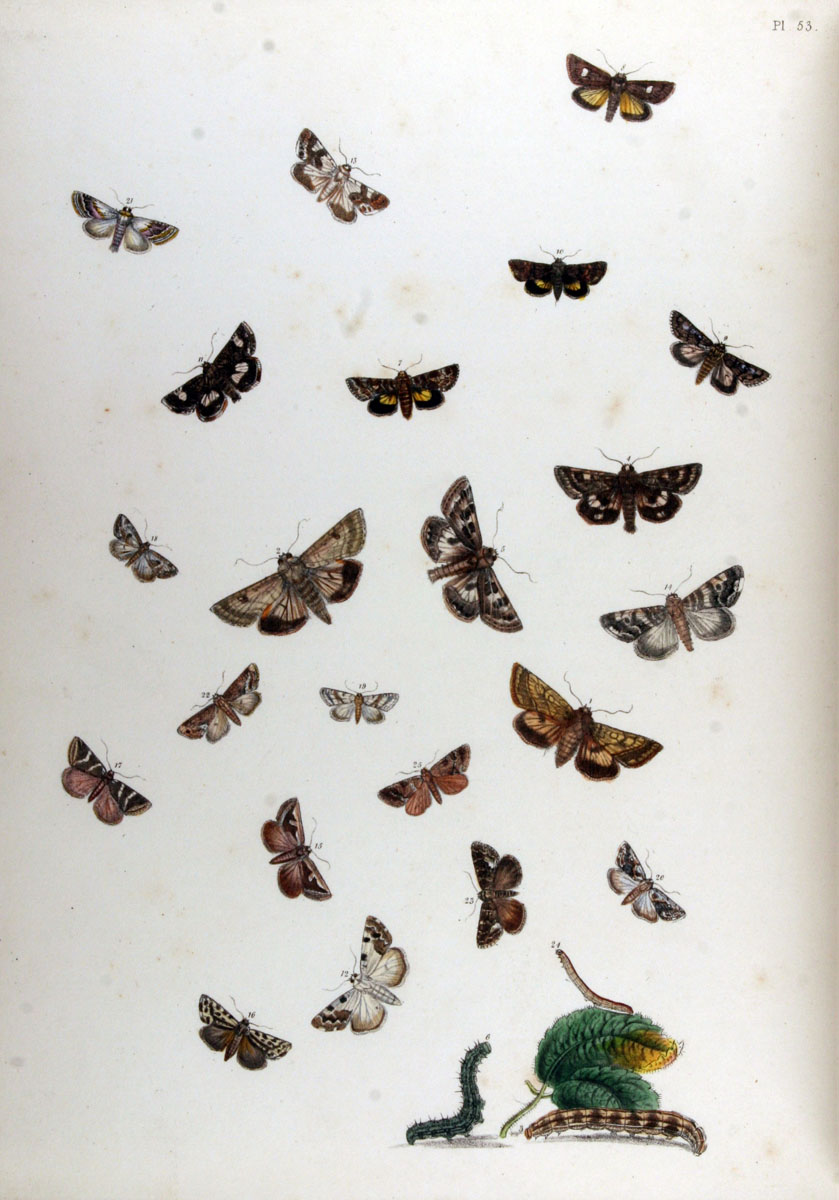
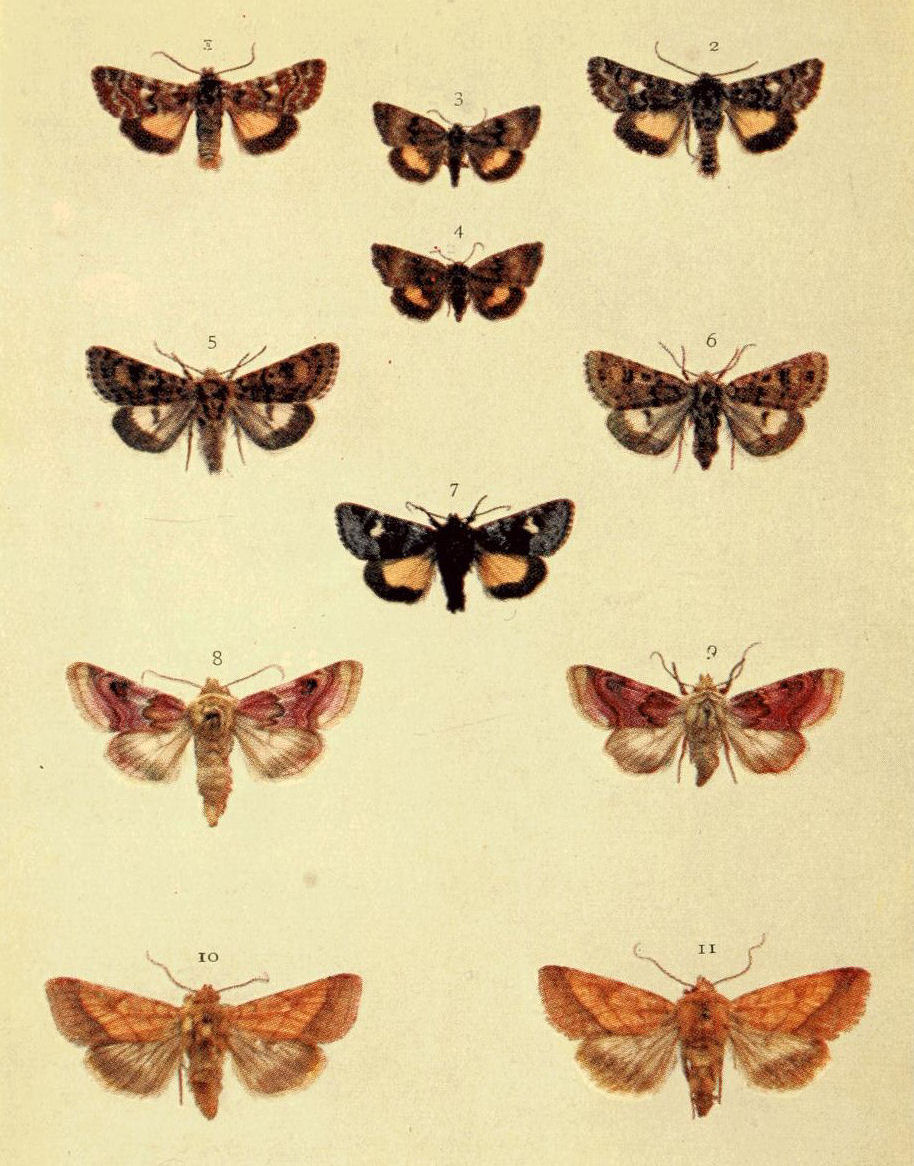